# Jussara luteovariatus
Jussara luteovariatus is een hooiwagen uit de familie Sclerosomatidae.